# William J. Driver
William Joshua Driver (ur. 2 marca 1873 w pobliżu Osceola, zm. 1 października 1948 w Osceola) – amerykański polityk, członek Partii Demokratycznej.

## Działalność polityczna
Od 1897 do 1899 był członkiem Izby Reprezentantów Arkansas. W okresie od 4 marca 1921 do 3 stycznia 1939 przez dziewięć kadencji był przedstawicielem 1. okręgu wyborczego w stanie Arkansas w Izbie Reprezentantów Stanów Zjednoczonych.